# 矢野隆山
矢野 隆山（やの りゅうざん、文化12年（1815年）頃 - 慶応元年10月17日（1865年12月4日）は日本で最初にプロテスタントの洗礼を受けた日本人である。鍼灸医。別名：元隆、玄隆。

## 生涯
矢野は50歳くらいの時、幕府の紹介で、文久元年（1861年）に来日したオランダ改革派の宣教師のジェームス・バラの日本語教師になり、神奈川よりバラのいた成仏寺に通い日本語を教えていた。その頃幕末の攘夷運動が盛んになり、文久2年（1862年）には生麦事件が起こった。そして、生麦事件に端を発した英国と幕府の緊張により神奈川の外国人にも危険が迫ってきたので、文久3年（1863年）1月にバラ一家は居留地167番にブラウンと一緒に住んだ。
矢野は居留地にいたバラの家に通い日本語を教え続けた。ジェームス・カーティス・ヘボンの診断によれば、矢野は肺結核に罹っていた。1863年より、矢野は漢訳聖書のヨハネの福音書を和訳しようとしたバラを助けた。しかし、矢野は肺結核で病床に伏すことになる。矢野の下にバラは通って二人で訳した聖書を読んで励まし。矢野は洗礼を受けたいと告白した。バラはヘボンと相談して、そして、慶応元年9月17日（1865年11月5日）に矢野は、矢野の家族とヘボンの立会い元で、バラより病床で洗礼を受けた。日本人でプロテスタントの洗礼を受けた最初の人物であった。その一ヵ月後に矢野は死去した。